# Собор Непорочного Зачатия Пресвятой Девы Марии (Каакупе)

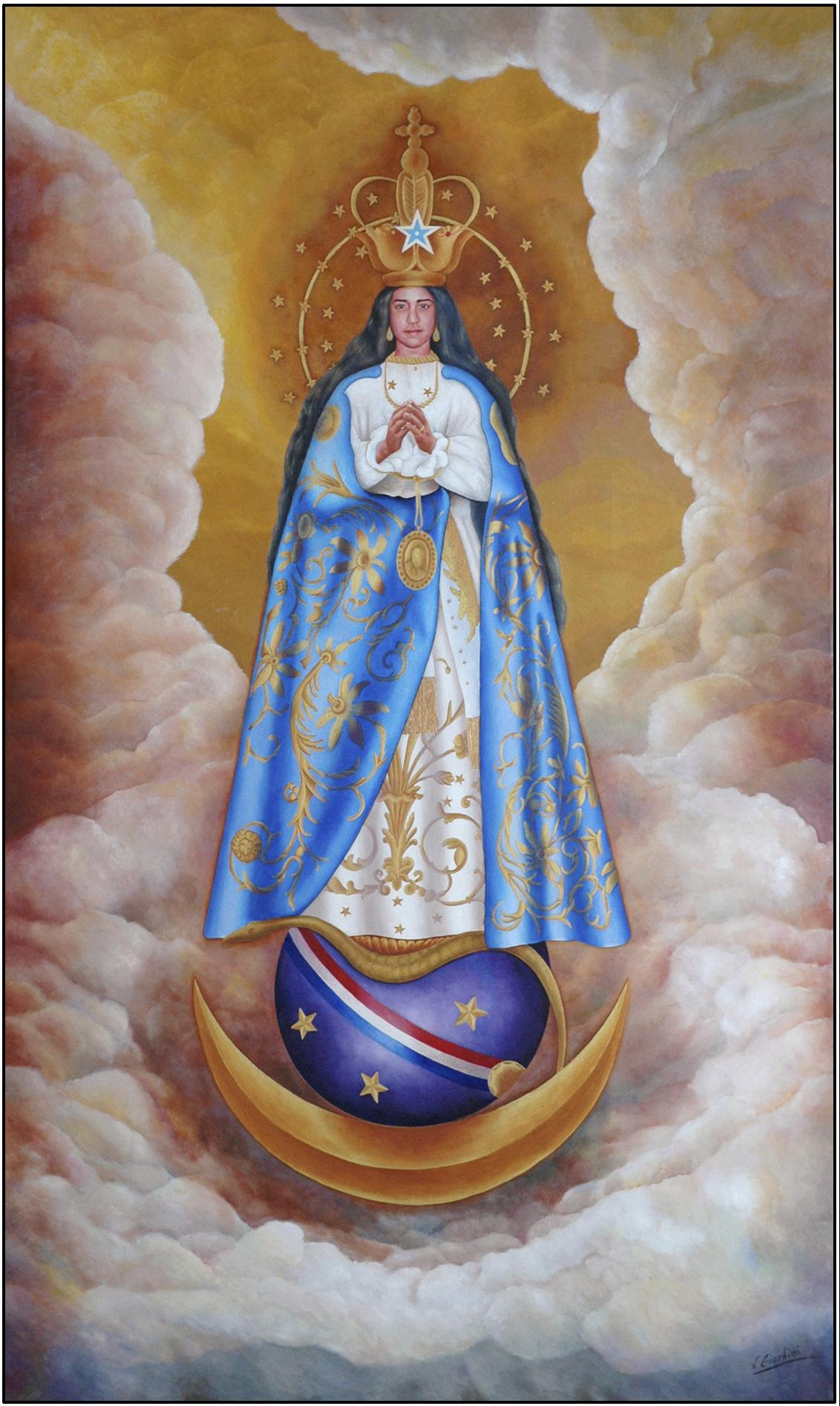
Икона Девы Марии из Каакупе

Собор Непорочного Зачатия Пресвятой Девы Марии, другие варианты наименования — Собор Пресвятой Девы Марии Чудес (исп. Сattedrale dell’Immacolata Concezione di Maria, Сattedrale Nostra Signora dei Miracoli)— католический храм в городе Каакупе, Парагвай. Кафедральный собор епархии Каакупе. Является центром паломничества парагвайских католиков. Имеет статус малой базилики и национального памятника Парагвая. Входит в состав Санктуария, посвящённого Деве Марии, который ежегодно посещают около одного миллионов паломников.

## История
Строительство храма связано непосредственно с явлением Девы Марии в Каакупе, которая по легенде явилась в 1600 году индейцу-гуарани по имени Иосиф. Церковь Непорочного Зачатия Пресвятой Девы Марии входит в состав Санктуария, посвящённого Деве Марии. Санктуарий был освящён 8 декабря 1765 года. В 1883 году храм Непорочного Зачатия Пресвятой Девы Марии был отремонтирован и в 1885 году завершено строительство купола. Во время Парагвайской войны храм использовался в качестве госпиталя. Во время Чакской войны (1932—1935) церковь называлась «Алтарём Отечества» в связи с тем, что в ней проводились народные собрания, во время которых парагвайские журналисты и общественные деятели выступали с пропагандистскими речами.
В 1960 году Римский папа Иоанн XXIII издал буллу «Qui aeque ac Sanctus Petrus», которой учредил территориальную прелатуру Каакупе и храм стал кафедральным собором этой церковной структуры.
5 мая 1988 года храм посетил Римский папа Иоанн Павел II и 7 ноября 2011 года — Римский папа Франциск.